# Julie Øksnes
Julie Øksnes, född 1 juni 1936, är en norsk skådespelare. Hon är även känd som Julie Andreassen.
Øksnes har varit engagerad vid Folketeatret, Det norske teatretTrøndelag Teater och Nordland Teater. Därutöver har han medverkat i två filmer, en TV-film och nio TV-serier 1960–2009. Hon debuterade i Arne Skouens Omringad.

## Filmografi
- 1960 – Omringad
- 1976 – Nitimemordet (TV-serie)
- 1979 – Grenseland (TV-serie)
- 1980 – Den som henger i en tråd (TV-serie)
- 1981 – Medmenneske (TV-serie)
- 1983 – Radiopiraterna
- 1985 – Alma
- 1987 – Av månsken växer ingenting (TV-serie)
- 1991 – Fedrelandet (TV-serie)
- 1994 – I de beste familier (TV-serie)
- 2001–2003 – Fox Grønland (TV-serie)
- 2008–2009 – Himmelblå (TV-serie)